# Scopula impunctata
Scopula impunctata är en fjärilsart som beskrevs av W. Warren 1904. Scopula impunctata ingår i släktet Scopula och familjen mätare. Inga underarter finns listade.